# René Souchon

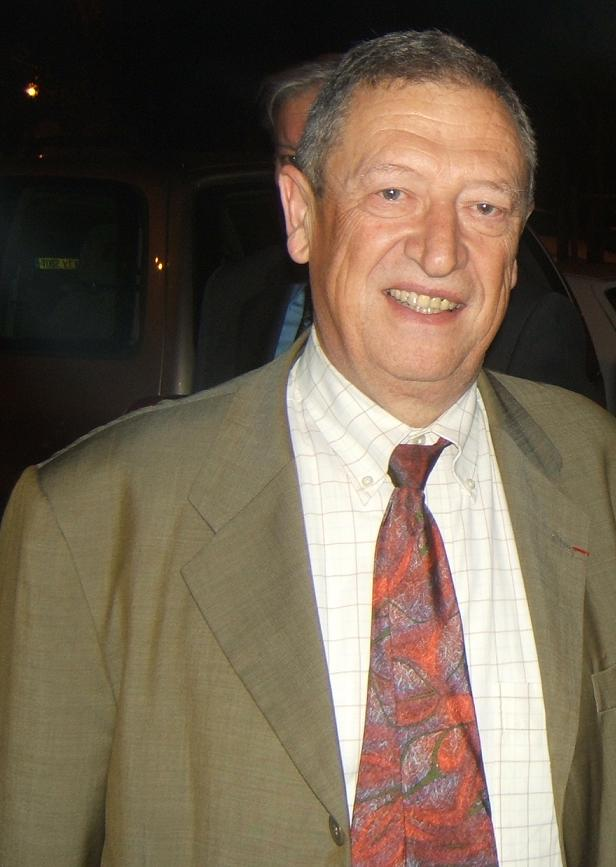
René Souchon (2006)

René Souchon (* 12. März 1943 in Le Malzieu-Ville, Département Lozère) ist ein französischer Politiker der PS (Parti socialiste), der unter anderem Mitglied der Nationalversammlung sowie Staatssekretär und Beigeordneter Minister im Kabinett Mauroy III beziehungsweise Kabinett Fabius war. Er war ferner zwischen 2006 und 2015 Präsident des Regionalrates der Auvergne.

## Leben
René Souchon René Souchon absolvierte nach dem Schulbesuch ein Studium der Psychologie an der Universität Montpellier, welches er 1965 mit einer Licence ès lettres beendete. Ein darauf folgendes Studium in moderner und zeitgenössischer Geschichte sowie allgemeiner Geographie schloss er 1966 mit einem Certificat d’études supérieures ab und erwarb zudem ein staatliches Diplom als Bildungs- und Berufsberater. Im Anschluss wurde er Mitarbeiter des Ministeriums für nationale Bildung (Ministère de l’Éducation nationale) und war 1967 zunächst Berater und 1973 Direktor des Berufsinformations- und Orientierungszentrum CIO (Centre d’information et d’orientation) in Aurillac, ehe er 1977 kurzzeitig als Inspecteur de l’Éducation nationale im Bildungsministerium für Überwachung, Orientierung und Beratung von Berufsschullehrern zuständig war.
Mitte der 1970er Jahre begann Souchon auch sein politisches Engagement für die Sozialistische Partei PS (Parti socialiste) und wurde als Nachfolger von Jean Mézard am 19. März 1976 erstmals Mitglied des Generalrates des Département Cantal und vertrat in diesem bis zu seiner Ablösung durch Antoine Dejou am 26. März 1982 den Kanton Aurillac-1. Als Nachfolger von Jean Mézard übernahm er zudem am 18. März 1977 zum ersten Mal das Amt als Bürgermeister von Aurillac und bekleidete dieses Amt mehr als 18 Jahre lang bis zum 18. Juni 1995, woraufhin Yvon Bec neuer Bürgermeister dieser Gemeinde wurde. Nach dem Mandatsverzicht von Augustin Chauvet wurde er für die PS im ersten Wahlkreis des Département Cantal erstmals zum Mitglied der Nationalversammlung (Assemblée nationale) gewählt und gehörte dieser nach seiner Wiederwahl am 21. Juni 1983 bis zu seinem Mandatsverzicht am 24. April 1983 an, woraufhin Firmin Bédoussac neuer Abgeordneter für diesen Wahlkreis wurde. Am 3. November 1980 wurde er ferner zum Mitglied des Regionalrates der damaligen Region Auvergne gewählt und gehörte diesem bis zum 13. Dezember 2015 mehr als 35 Jahre lang an.
Vor seinem Ausscheiden aus der Nationalversammlung wurde René Souchon am 23. März 1983 als Staatssekretär für Landwirtschaft und Forsten im Landwirtschaftsministerium (Secrétaire d’État à l’Agriculture et aux Forêts) im Kabinett Mauroy III und bekleidete diese Funktion zwischen dem 20. Juli 1984 und dem 4. April 1985 auch im Kabinett Fabius, wodurch er in dieser Zeit enger Mitarbeiter von Landwirtschaftsminister Michel Rocard war. Im Zuge von Umbildungen im Kabinett Fabius fungierte er vom 4. April 1985 bis zum 21. März 1986 als Beigeordneter Minister für Landwirtschaft und Forsten im Landwirtschaftsministerium (Ministre délégué à l’Agriculture et aux Forêts) und war in dieser Zeit enger Mitarbeiter des neuen Landwirtschaftsministers Henri Nallet. Als Nachfolger Antoine Dejou wurde er des Weiteren am 23. März 1985 erneut Mitglied des Generalrates des Département Cantal und vertrat in diesem bis zu seiner Ablösung durch Alain Calmette am 27. März 1998 noch einmal den Kanton Aurillac-1. Bei der Parlamentswahl am 16. März 1986 wurde Souchon für die PS wieder zum Mitglied der Nationalversammlung gewählt, in der er bis zum 14. Mai 1988 das Département Cantal vertrat. Im Anschluss zog er sich zunächst aus dem politischen Leben zurück und wurde 1989 erst Hauptinspektor für Berufsbildung im Ministerium für nationale Bildung sowie 1990 Generalinspektor im Landwirtschaftsministerium.

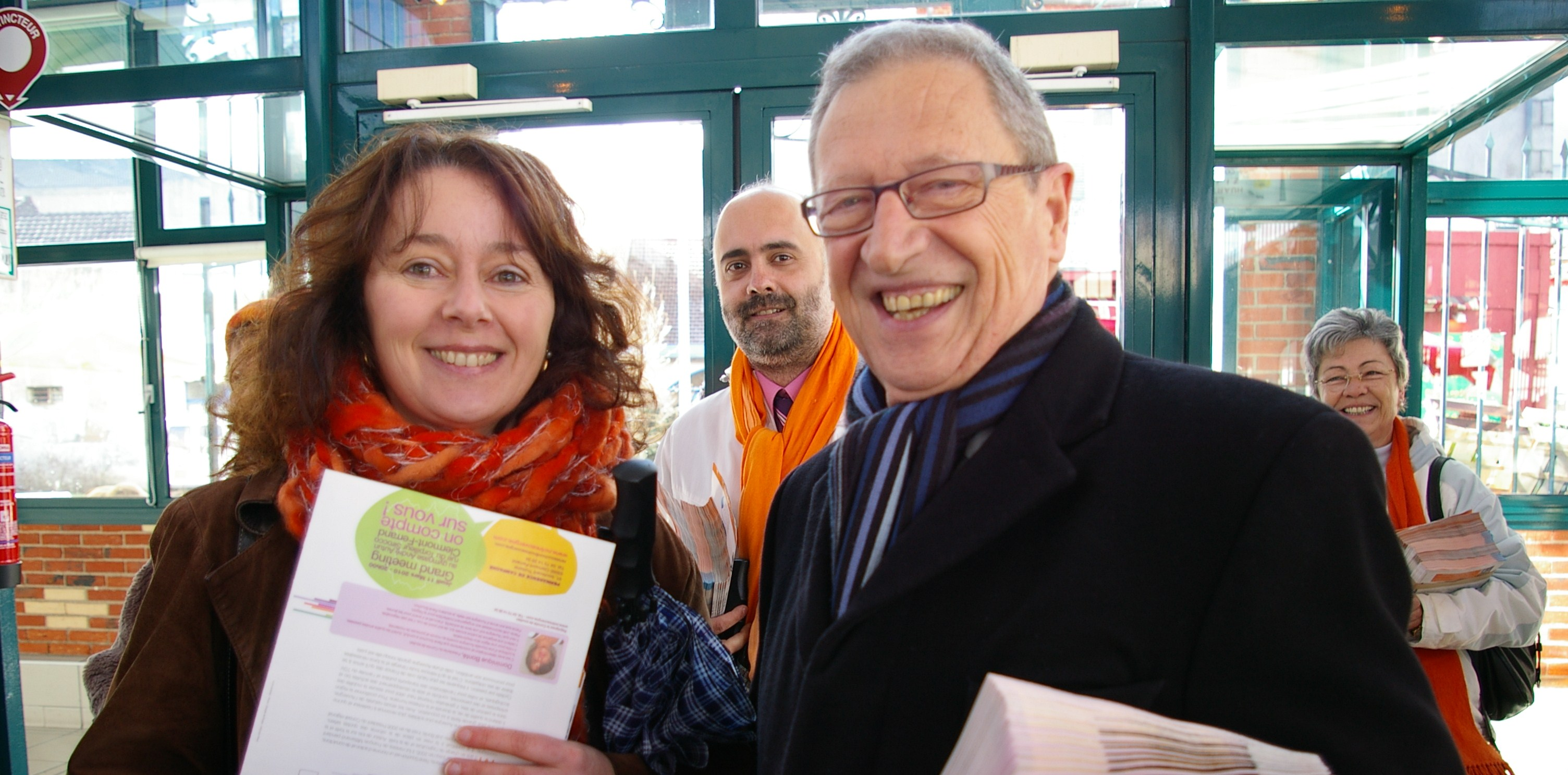
René Souchon (3.v.l.) als Präsident des Regionalrates der Auvergne (26. Februar 2010)

Als Nachfolger von Yvon Bec wurde Souchon am 23. März 2001 noch einmal Bürgermeister von Aurillac und hatte die Funktion bis zu seiner neuerlichen Ablösung durch Alain Calmette am 13. Februar 2006 inne. Daraufhin übernahm er zuletzt am 13. Februar von Pierre-Joël Bonté das Amt als Präsident des Regionalrates der Auvergne und bekleidete dieses bis zum 31. Dezember 2015, woraufhin die bisher eigenständigen Regionen Auvergne und Rhône-Alpes zusammengelegt wurden und der Präsident der Region Rhône-Alpes Jean-Jack Queyranne zunächst kommissarischer Präsident des neu entstandenen Regionalrates war, ehe Laurent Wauquiez am 4. Januar 2016 Präsident der Region Auvergne-Rhône-Alpes wurde.

## Veröffentlichungen
- Le Projet rural, Vorwort von Pierre Mauroy, L’Harmattan, Paris 1988, ISBN 2738-4-0049-3
- Ruralité, quel avenir? Citadins, cela vous concerne aussi!, Éditions de l’Aube, La Tour-d’Aigue 2017, ISBN 978-2-81592-256-2